# Henry Padovani
Henri Padovani, meglio noto come Henry Padovani (Bastia, 13 ottobre 1952), è un cantautore, chitarrista e compositore francese, noto soprattutto per essere stato il primo chitarrista del gruppo inglese The Police.

## Biografia
Nato a Bastia, in Corsica, da genitori originari rispettivamente di Luri e di Santo Pietro di Venaco, incominciò a suonare all'età di 14 anni e poco più tardi formò il suo primo gruppo, i Lapsus, per poi diventare DJ in un club di Aix-en-Provence. Nel 1976 si trasferì a Londra e, pur avendo superato un provino per il gruppo punk dei London, subito dopo incontrò Stewart Copeland ed entrò così in The Police.
Con Padovani, nel 1977 The Police incisero il loro primo singolo autoprodotto, Fall Out/Nothing Achieving, brani scritti entrambi da Copeland. Nell'agosto dello stesso anno alla band si aggiunse il chitarrista Andy Summers e, dopo appena un paio di concerti, il gruppo chiese a Henry di lasciare e proseguì come trio.
L'anno successivo Padovani si unì alla punk rock band Wayne County & the Electric Chairs, con cui registrò due dischi. Nel 1980 gli Electric Chairs si sciolsero e il chitarrista fondò un proprio gruppo, Flying Padovanis che incisero due album, Font l'Enfer (1982) e They Call Them Crazy (1987). Il gruppo si sciolse nel 1987.
Tra il 1984 e il 1994 Padovani si dedicò alla carriera di discografico tornando a collaborare con Miles Copeland III – fratello di Stewart e già manager di The Police – nel ruolo di vicepresidente nella sua etichetta, I.R.S. Records; per un breve periodo fu anche manager di Zucchero Fornaciari.
Nel 2003 compose la colonna sonora per il film La vie comme elle va. Nell'aprile 2006 pubblicò la sua autobiografia, intitolata The Secret Policeman. Quello stesso anno fu presentato al Festival di Cannes il film Ici Najac, à vous la terre, per il quale scrisse le musiche.
Il 29 settembre 2007, a Parigi, Padovani tornò a esibirsi con The Police in occasione del Reunion Tour, suonando il brano Next to You. Lo stesso anno pubblicò À croire que c'était pour la vie, il suo primo album da solista. Con l'occasione Sting e Stewart Copeland accettarono il suo invito a partecipare alla registrazione del brano Welcome Home come ospiti speciali, riunendo così la formazione originale dei Police per la prima volta dal 1977. Sempre nel 2007, anche i Flying Padovanis si riunirono, pubblicando il loro terzo album, Three for Trouble.
Nel 2010 Padovani collaborò alla realizzazione del documentario Rock'n'roll... Of Corse!. Nel 2011 fu giudice dell'edizione francese di X Factor, in onda sul canale M6. Nel 2016 pubblicò il suo secondo album come solista, I Love Today e il 12 novembre dello stesso anno suonò nuovamente con Sting la canzone Next to You in occasione del concerto di riapertura del Bataclan di Parigi, a un anno esatto dall'attacco terroristico avvenuto in quel teatro nel 2015.

## Discografia
Con The Police
- 1977 – Fall Out/Nothing Achieving (singolo)

Con Wayne County & the Electric Chairs
- 1978 – Storm the Gates of Heaven
- 1979 – Things Your Mother Never Told You

Con The Flying Padovanis
- 1982 – Font l'Enfer
- 1987 – They Call Them Crazy
- 2007 – Three for Trouble

Solista
- 2007 – À croire que c'était pour la vie
- 2016 – I Love Today

Altre apparizioni
- 1998 – AA.VV. I Only Play R&R for Kids to Dance: Tribute to Johnny Thunders

## Filmografia
- La vie comme elle va (2003)
- Ici Najac, à vous la terre (2006)
- Rock'n'roll... Of Corse! (2010)